# Утаром (аэропорт)
Аэропорт Утаром, также известен как аэропорт Каимана (индон. Bandar Udara Utarom) (ИАТА: KNG, ИКАО: WASK) — аэропорт, обслуживающий город Каимана, расположенный в провинции Западное Папуа в Индонезии. По причине увеличения пассажиропотока, аэропорт был модернизирован. Начиная с 2012 года, развитие аэропорта осуществляется в несколько этапов. В 2015 году модернизация была окончена, и в настоящее время аэропорт Утаром имеет современный дизайн пассажирских терминалов. Вместимость аэропорта также увеличилась, и теперь имеется возможность разместить 102 пассажира в час пик. Строительство пассажирского терминала площадью 1800 м² составило около 75,5 млрд индонезийских рупий. После завершения модернизации аэропорта в конце 2015 года, он был открыт президентом Джоко Видодо 30 декабря 2016 года.

## Инфраструктура
Аэропорт расположен на высоте в 6 м над уровнем моря. Он имеет одну взлетно-посадочную полосу, обозначенную как 01/19, с асфальтовой поверхностью, длиной 2000 м.

## Происшествия
Рейс 8968 авиакомпании Merpati Nusantara Airlines был внутренним пассажирским рейсом из города Соронг в Каиману. 7 мая 2011 года пассажирский самолёт Xian MA60, выполнявший полет, потерпел крушение у берегов Западного Папуа, когда приближался к аэропорту Утаром во время дождя. На борту самолета находилось 25 человек: 21 пассажир и 4 члена экипажа; все погибли.